# Richard Gough (labdarúgó, 1962)
Charles Richard Gough (Stockholm, 1962. április 5. –) skót válogatott labdarúgó, edző.

## Pályafutása

### Klubcsapatokban
Profi karrierjét a Dundee United csapatában kezdte meg 1980 februárjában, hat szezon alatt 165 alkalommal lépett pályára, és 23 gólt szerzett. 1986-ban a Tottenham 750.000 fontért leigazolta, az idény befejeztével a Rangers csapatához távozott. A klub kötelékében egymás után kilencszer megnyerte a bajnokságot, illetve hatszor megnyerte a Ligakupát, és háromszor a kupát is. Egy rövid ideig szerepelt a Sporting Kansas City, a Rangers, a San Jose Earthquakes és a Nottingham Forest csapatainál, majd az Evertonhoz szerződött, és 2001-ben innen vonult vissza.

### A válogatottban
A skót válogatottban 1983-ban debütált. Két világbajnokságon (1986-ban és 1990-ben) és egy Európa-bajnokságon (1992-ben) vett részt. Összesen 61 alkalommal lépett pályára, hatszor volt eredményes.

## Statisztika

### A válogatottban
| Év       | Mérk. | Gól |
| -------- | ----- | --- |
| 1983     | 11    | 1   |
| 1984     | 3     | 0   |
| 1985     | 6     | 1   |
| 1986     | 9     | 1   |
| 1987     | 5     | 0   |
| 1988     | 6     | 0   |
| 1989     | 4     | 2   |
| 1990     | 6     | 0   |
| 1991     | 3     | 1   |
| 1992     | 7     | 0   |
| 1993     | 1     | 0   |
| Összesen | 61    | 6   |

## Sikerei, díjai

### Klub
Dundee United
- Skót bajnok: 1982–83

Rangers
- Skót bajnok: 1988–89, 1989–90, 1990–91, 1991–92, 1992–93, 1993–94, 1994–95, 1995–96, 1996–97
- Skót kupagyőztes: 1991–92, 1992–93, 1995–96
- Skót ligakupa-győztes: 1987–88, 1988–89, 1990–91, 1992–93, 1993–94, 1996–97

### Egyéni elismerések
- SPFA Év Játékosa: 1985–86
- SFWA Év Játékosa: 1988–89
- A skót labdarúgás halhatatlanja